# Mamadou Doumbia
Mamadou Doumbia (Malí, 18 de febrero de 2006) es un futbolista maliense que juega como delantero en el Watford F. C. de la English Football League Championship de Inglaterra.

## Estadísticas

### Clubes
Actualizado al último partido disputado el 3 de mayo de 2025.
| Club                     | Div.          | Temporada     | Liga  | Liga  | Copas nacionales | Copas nacionales | Copas internacionales | Copas internacionales | Total | Total |
| Club                     | Div.          | Temporada     | Part. | Goles | Part.            | Goles            | Part.                 | Goles                 | Part. | Goles |
| ------------------------ | ------------- | ------------- | ----- | ----- | ---------------- | ---------------- | --------------------- | --------------------- | ----- | ----- |
| AS Black Stars Mali      | 1.ª           | 2023-24       | 0     | 0     | 0                | 0                | ―                     | ―                     | 0     | 0     |
| AS Black Stars Mali      | Total club    | Total club    | 0     | 0     | 0                | 0                | 0                     | 0                     | 0     | 0     |
| Watford F. C. Inglaterra | 2.ª           | 2024-25       | 19    | 2     | 3                | 0                | ―                     | ―                     | 22    | 2     |
| Watford F. C. Inglaterra | Total club    | Total club    | 19    | 2     | 3                | 0                | 0                     | 0                     | 22    | 2     |
| Total carrera            | Total carrera | Total carrera | 19    | 2     | 3                | 0                | 0                     | 0                     | 22    | 2     |